# جيم هاينز (ثقافي بريطاني)
جيمس هاينز (بالإنجليزية: James Haynes)‏ ولد في 10 تشرين ثاني 1933 ، وهوالمعروف عند العامة باسم جيم هاينز. يعتبر جيم من الشخصيات الأولى في الثقافة البريطانية في الستينيات. شارك في تأسيس مسرح ترافيس في إدنبرة، وصحيفة إنترناشونال تايمز، ومعمل الفنون في لدوري لين للأعمال التجريبية والوسائط المختلفة.

## حياته وأعماله

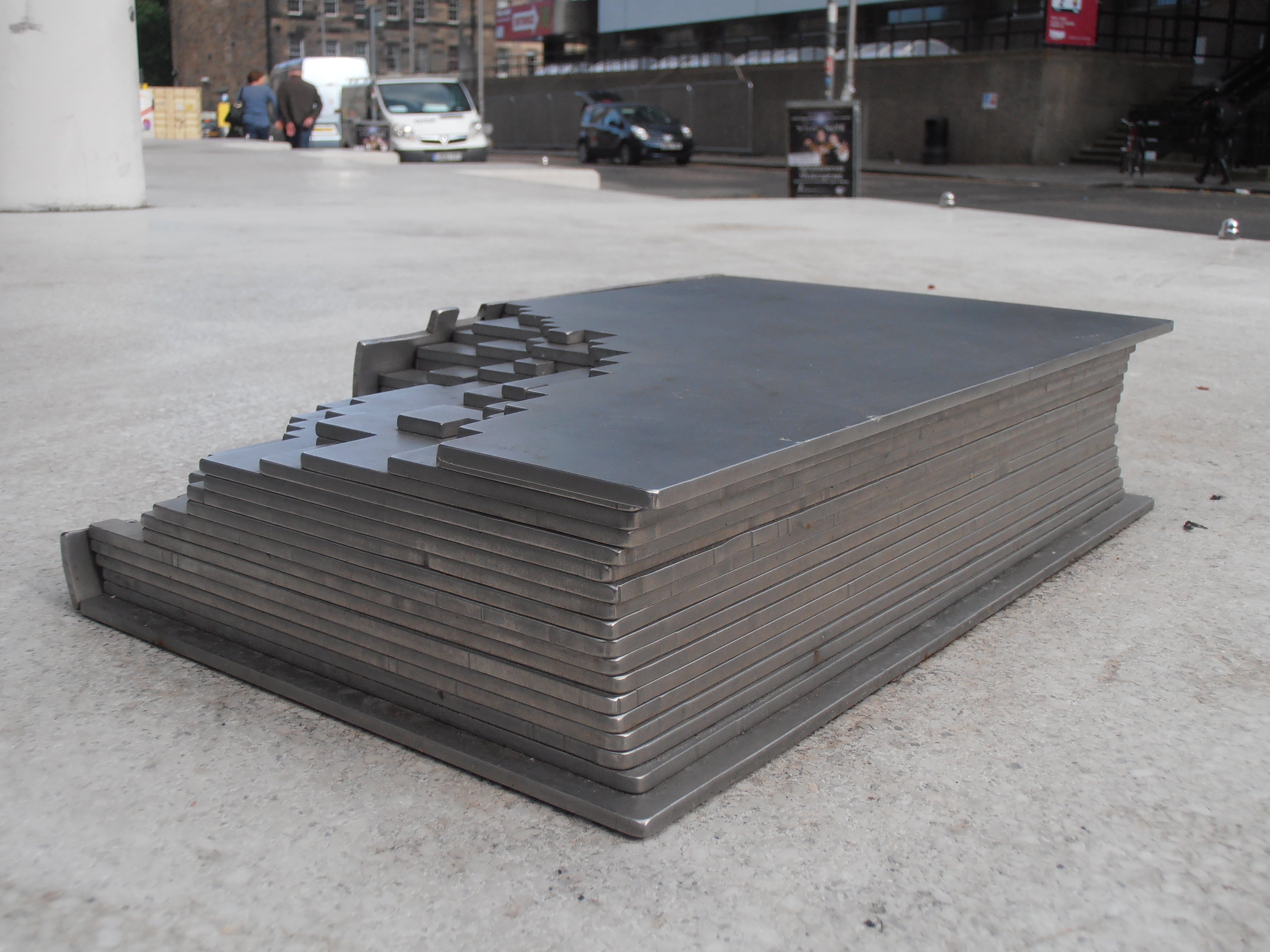
مسرح Haynes Nano (نحت لديفيد فورسيث ، مخصص لجيم هاينز))

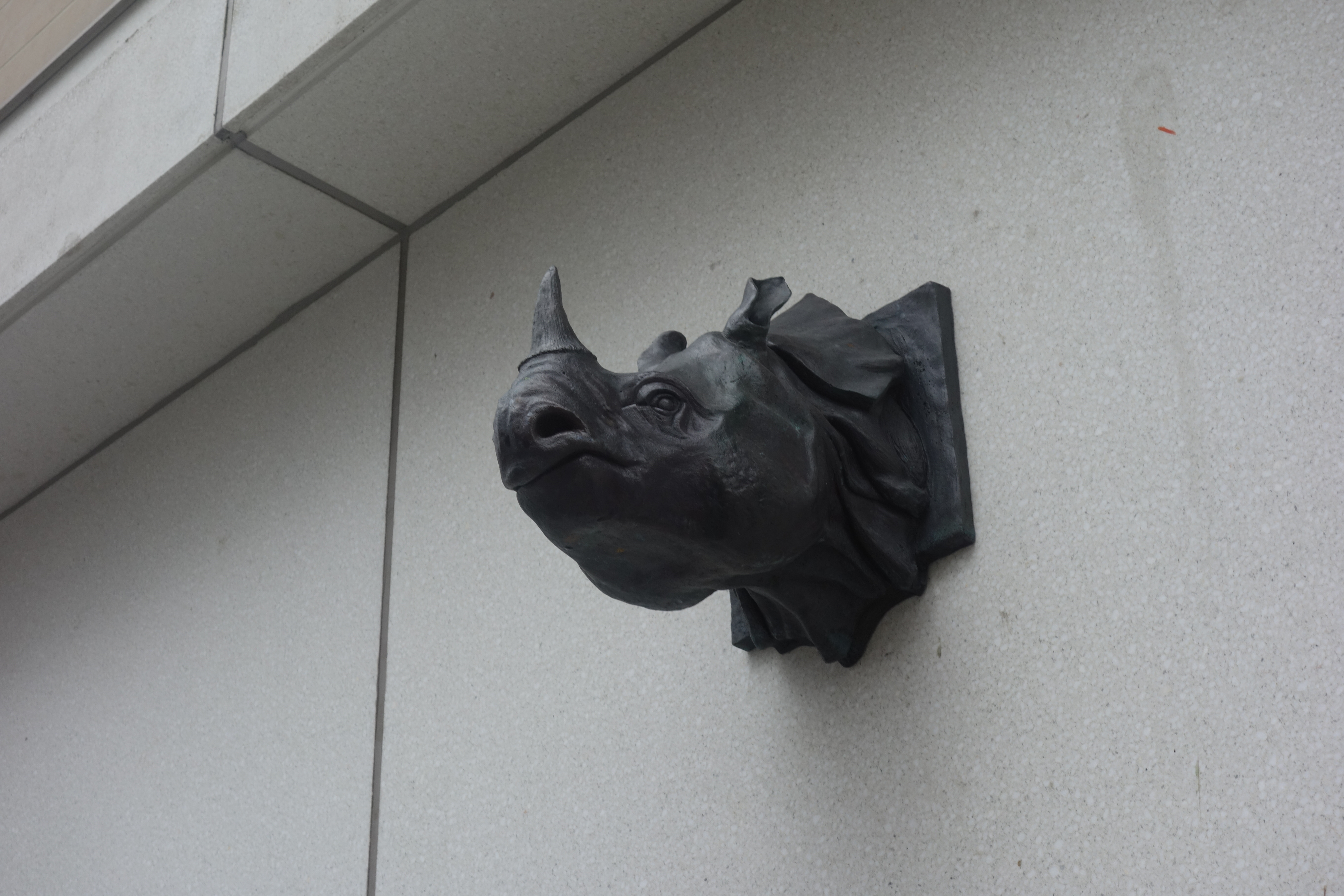
وحيد القرن في إدنبرة

ولد هاينز في هاينزفيل، كليبورن باريش الواقعة في أقصى شمال ولاية لويزيانا في الولايات المتحدة. بقي العديد من السنوات في فنزويلا، والتحق بالجامعة هناك. في عام 1956 كان هاينز يخدم في الجيش الأمريكي في وحده في إسكتلندا وقرر البقاء فيها بعد انتهاء خدمته.
التحق بجامعة إدنبرة، وعلي الرغم من أنشطه في الكتابة والموسيقى ساعد في تأسيس مسرح ترافيس ومهرجان أدنبرة. كان يدير المكتبة الورقية في ساحة جورج. وقد افتخر هاينز بان هذه المكتبة أول مكتبه بريطانية ورقيه حتى أعادت الجامعة تطوير الساحة وأزيل المبنى.
في عام 1962 شارك هاينز في تأسيس مؤتمر الكتاب الدولي مع جون كالدر وسونيا أورويل.
وفي عام 1963 أنشأ هاينز وكالدر وكينيث تينان مؤتمرا دوليا للدراما انتهى بفضيحة بسبب مشاركة شابات عاريات في الحدث.
في عام 1966 انتقل هاينز إلى لندن وأصبح منخرطا كثيرا  في المشهد الثقافي السري، وشارك في تأسيس صحيفة إنترناشونال تايمز المعروفة باسم أي طي  بالتعاون مع باري مايلز وجون هوبكنز وآخرين. في سبتمبر سنه 1967 شارك هاينس في تأسيس معمل دروري لين للفنون للوسائط المختلفة.  وقد تم إغلاقه في أواخر عام 1969. في ذلك العام أصدر هاينز مع وليم ليفي وجيرمن جرير صحيفة هيثكوت ويليامز سوك في أمستردام،  والتي أصدرت بهدف تعزيز الحرية الجنسية. كما تم توزيعها أيضا في المملكة المتحدة. احتوى العدد الأول على قصيدة ايروتيكيه طويله وغير مقيدة منسوبه إلى دبليو إتش شاورن وصوره فاضحة ل جيرمن جرير وفي عام 1968 شارك في تأسيس Video heads مع جاك هنري مور في لندن.
في عام 1969 انتقل هاينز إلى باريس حيث درس الدراسات الإعلامية والسياسة الجنسية لمده ثلاثين عاما في جامعة باريس.  لقد أقام كثيرا من حفلات العشاء مفتوحة أيام الأحد في باريس، وقد نشرت نشره اختباريه غير منتظمة عن حياته وأوقاته، بالإضافة إلى ذلك فقد كتب مذكرات عن سيرته الذاتية بعنوان شكرا على المجيء. عاده ما يتواجد في الكثير من المهرجانات الفنية السنوية مثل مهرجانات أدنبرة.
في عام 1970 كان المؤسس والمخرج المهرجان وست دريم في أمستردام.
في عيد الميلاد المجيد عام 2009، ظهر هاينز في وحفلاته المفتوحة في الإعلانات التلفزيونية البريطانية لشركه أطعمه، وكان لدى جيم قصه دائما ليرويها.
يتضمن الفيلم الوثائقي Echoes of the Underground لقطات له، وأيضا لبراين باريت ولي هاريس وهينيك تارجوسكي. وتمت كتابة نتائج الفيلم في مؤتمر ضوء القمر الذي أَخْذ اسمه من اسم كتاب خاص به.
أصيب هاند بنوبة قلبيه في أغسطس 2011 في طريقه من باريس إلى مهرجان أدنبره. لكنه تعافى. ولكن نشراته الإخبارية موجودة على موقعه على الإنترنت. 
حصل لهاينز على شهادة الدكتوراه الفخرية من جامعة أدنبره نايبور في عام 2017.

## كتاباته
1. مرحبا أنا أحبك! أصوات من داخل الثورة الجنسية، نشر لأول مرة في عام 1974 من قبل جيم هاينز. ترجم ونشر باللغات الفرنسية والألمانية والإيطالية.
2. عمال العالم، اتحدوا وتوقفوا عن العمل! كان ردا على الماركسية، ونشر لأول مرة في طبعة ثنائية اللغة بالإنجليزية والفرنسية في باريس عام 1978. ولاحقا تم نشره في طبعه باللغة الألمانية وبنسخه ثنائية اللغة أيضا ولكن في اللغة الإنجليزية والروسية. صدرت طبعه جديده في عام 2002 في موسكو باللغة الإنجليزية.
3. كل شيء! معلومات لينة لوقتنا، أصدرت في باريس عام 1980. نشرت لاحقا في طبعة باللغة الألمانية في عام 1981. تمت ترجمتها للفرنسية في عام 1981. كمان أصدرت جلاس أيضا في موسكو طبعة جديدة باللغة الإنجليزية في عام 2002.
4. المزيد من الرومانسية، القليل من الوهم. كانت من تحرير جيم هاينز ونشرت في إصدار محدود للغاية في باريس عام 1982.
5. شكراً على المجيء. سيرة ذاتية تشاركية نشرت في عام 1984.
6. جولة حول العالم في 33 يوماً. حرره جيم هاينز ونشرته جلاس في عام 2002 باللغة الإنجليزية
7. تكرماً لهنري، كانت تلك مجموعة مقالات عن هنري ميللر تم تحريرها بواسطة جيم هاينز ونشرت في باريس عام 1980. وتمت إعادة طبعها في عام 1982.وكانت الطبعة الجديدة لها في عام 2005.
8. شكراً على المجيء! مرة أخرى! مذكرات سيرة ذاتية نشرت في لندن عام 2014
9. مواطن العالم، نشرت في باريس في 2016.